# P.O.D.

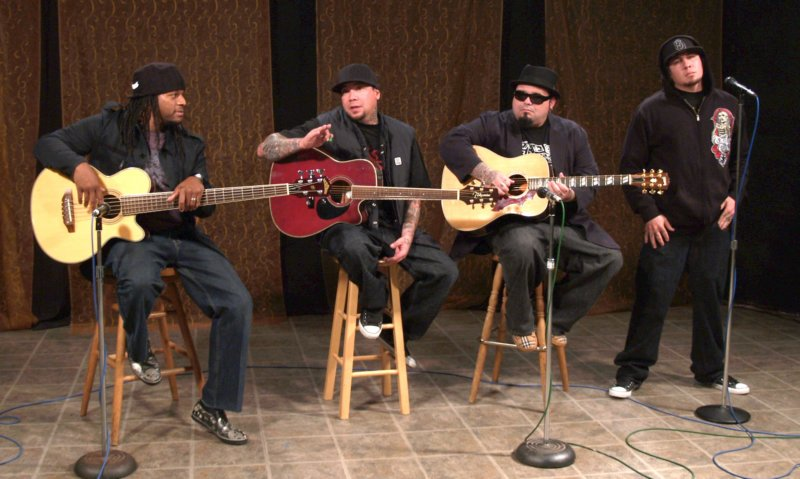
2008년의 P.O.D. 왼쪽에서 오른쪽으로: Traa Daniels, Wuv Bernardo, Marcos Curiel, Sonny Sandoval.

P.O.D.(Payable on Death)는 1992년 결성된 미국의 크리스천 메탈 밴드로, 캘리포니아주 샌디에이고에 기반을 두고 있다. 이 밴드의 라인업은 드러머이자 리듬 기타리스트 Wuv Bernardo, 보컬리스트 Sonny Sandoval, 베이시스트 Traa Daniels, 리드 기타리스트 Marcos Curiel로 구성된다. 이들은 전 세계적으로 1200만 장 이상의 레코드를 판매하였다. 이 밴드는 3개의 그래미 어워드 후보로 선정되었고 수많은 영화 사운드트랙에 기여하였으며 국제 투어를 진행했다.

## 디스코그래피
- Snuff the Punk (1994)
- Brown (1996)
- The Fundamental Elements of Southtown (1999)
- Satellite (2001)
- Payable on Death (2003)
- Testify (2006)
- When Angels & Serpents Dance (2008)
- Murdered Love (2012)
- SoCal Sessions (2014)
- The Awakening (2015)
- Circles (2018)